# Lluís Puiggener
Lluís Puiggener i Fernández (Barcelona, 23 de agosto de 1847-ibídem, 12 de octubre de 1918) fue un escultor español. 

## Biografía

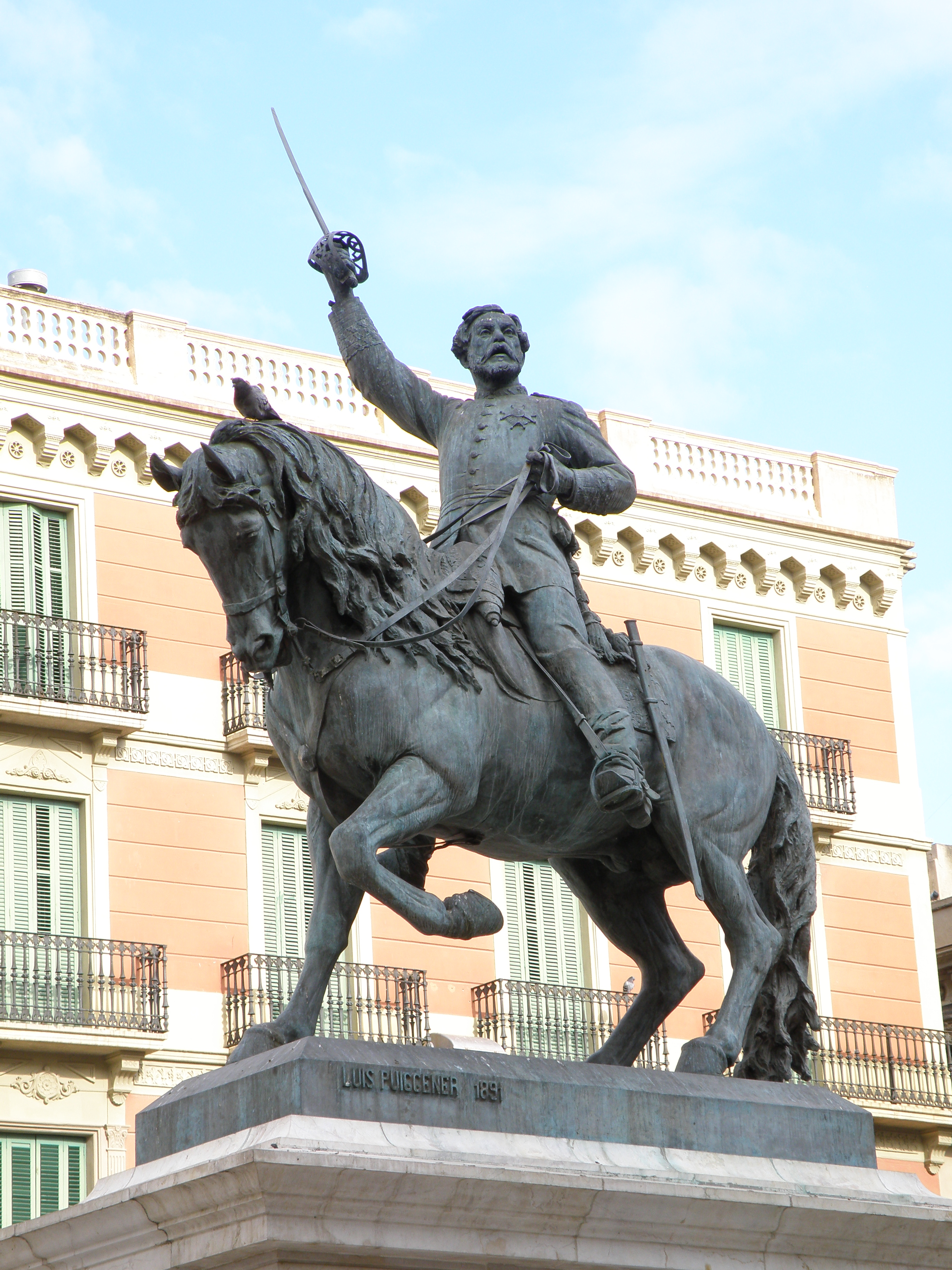
Monumento al General Prim, Reus (1891)

Se especializó en imaginería religiosa y escultura funeraria, terreno en el que colaboró a menudo con Joan Flotats. Su principal obra fueron los dos monumentos al general Prim, uno en Reus y otro en Barcelona. En Barcelona a Prim (parque de la Ciudadela, 1882-1887) realizó una estatua ecuestre situada sobre un pedestal diseñado por José Fontseré. Destruida la obra original en 1936, fue sustituida en 1948 por otra elaborada por Frederic Marès. En Reus (plaza de Prim, 1891) elaboró igualmente una estatua ecuestre sobre pedestal, con el brazo alzado con una espada dando la orden de ataque.
Fue autor asimismo de las esculturas de la fachada de la Granja Martí Codolar y de la estatua de la Virgen de la Merced en el jardín de la misma. Colaboró con Joan Roig i Solé, Rossend Nobas y Francisco Pagés Serratosa en los relieves del Monumento a López y López, donde efectuó el correspondiente al Crédito Mercantil y Banco Hispano-Colonial.
En el cementerio de Pueblo Nuevo de Barcelona fue autor, junto a Joan Flotats, de las figuras del Reposo y la Oración del panteón de la familia Serra, obra del maestro de obras Jeroni Granell i Mundet (1880). También tiene obras en el cementerio de Manresa.